# In fascia
In fascia è un termine utilizzato in araldica per indicare una figura disposta orizzontalmente. Si usa l'espressione ordinate in fascia per designare le figure araldiche poste una a fianco all'altra orizzontalmente. Il suo contrario è in palo. 

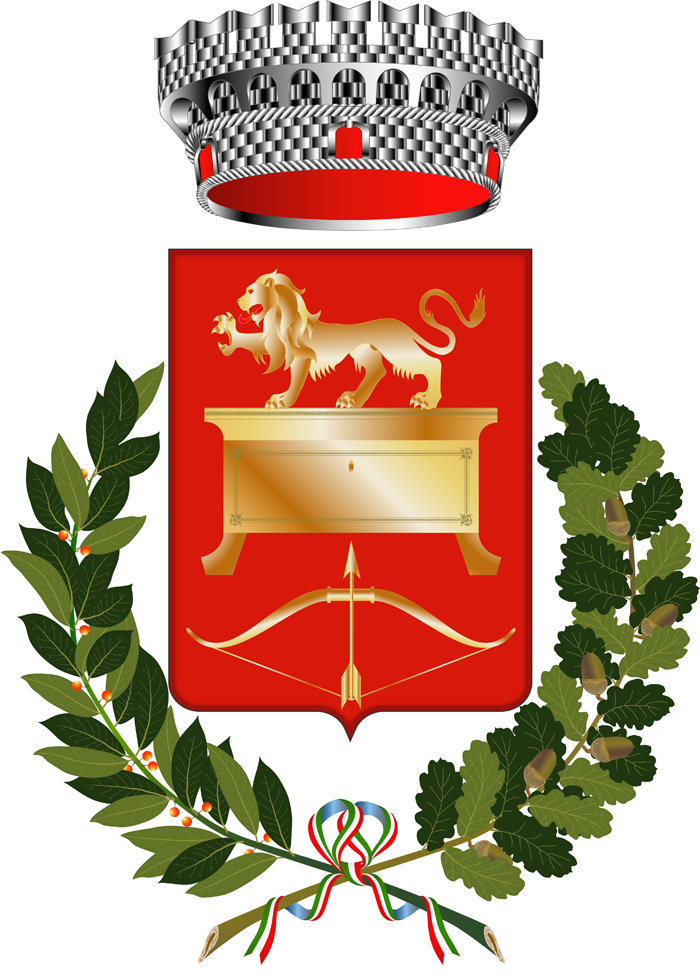
Arco posto in fascia (stemma del comune di Archi)
Chiave posta in fascia (Arni, Svizzera)
Tre bisanti ordinati in fascia (Airole)